# Smagliczówka
Smagliczówka (Alyssoides) – rodzaj roślin z rodziny kapustowatych. Obejmuje dwa gatunki. Jeden z nich – Alyssoides cretica – jest endemitem Krety i Karpatos, a drugi – smagliczówka mieszkowata A. utriculata jest szerzej rozprzestrzeniony i rośnie od francuskich i szwajcarskich Alp, poprzez Półwysep Apeniński i Półwysep Bałkański (na północy po południową Rumunię), Azję Mniejszą po południowe krańce Rosji w rejonie Kaukazu. Jako gatunek introdukowany występuje także w Niemczech. Smagliczówki rosną na terenach skalistych, w szczelinach skał.
Smagliczówka mieszkowata uprawiana jest jako roślina ozdobna, zalecana do ogrodów skalnych, zwłaszcza do obsadzania szczelin skalnych, ale też na obwódki rabat. Roślina rozmnażana zwykle z nasion, uprawiana w strefach mrozoodporności 6–9.

## Morfologia

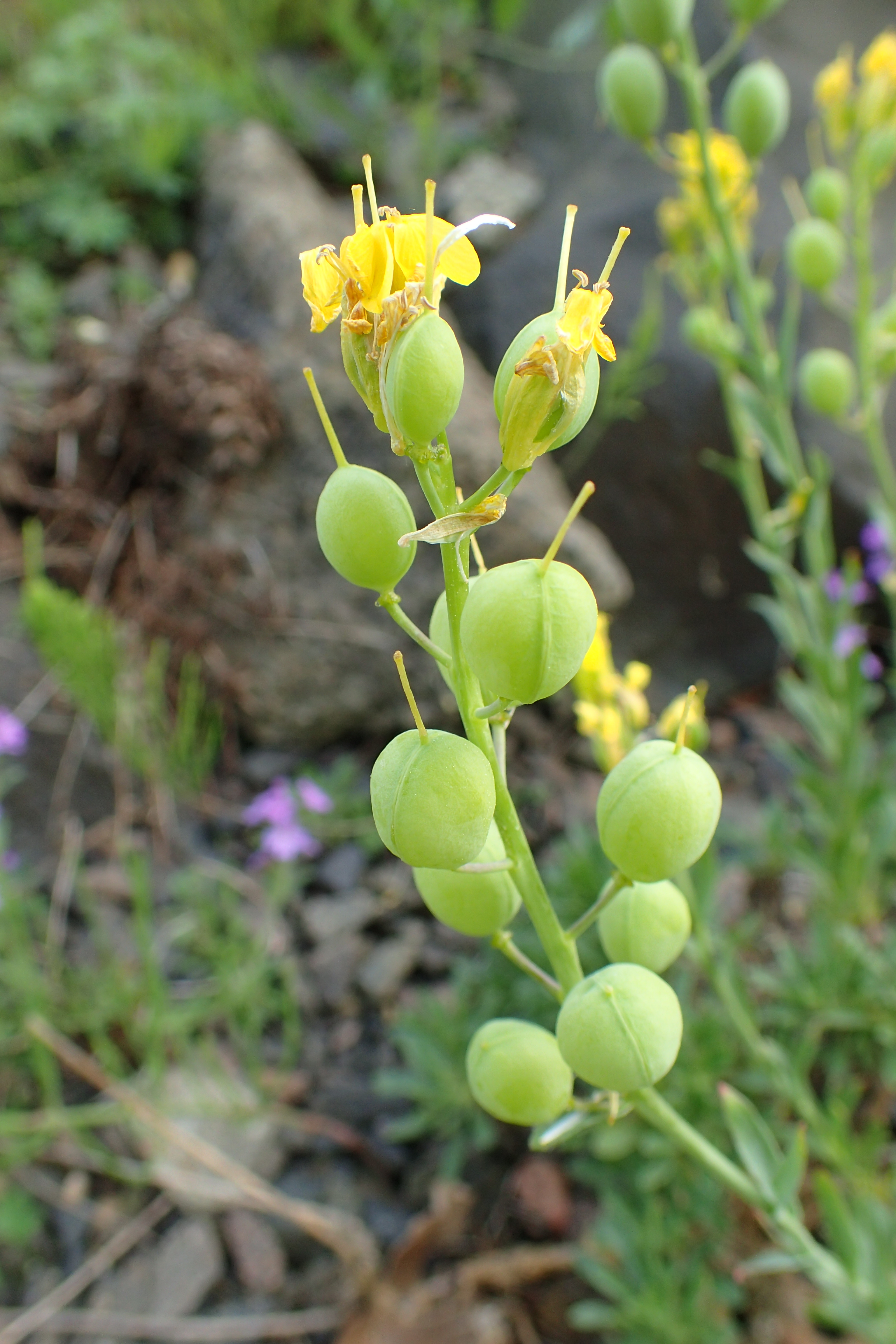
Owocująca smagliczówka mieszkowata

PokrójByliny, w tym z drewniejącymi nasadami łodyg (półkrzewy). Mniej lub bardziej owłosione, włoski rozgałęzione i gwiazdkowate (u A. utriculata var. bulgarica rozwidlone widlasto), rzadko obecne też włoski pojedyncze.
LiścieGęsto pokrywające pęd, u dołu skupione w rozetę, pojedyncze, siedzące, całobrzegie, eliptyczne do lancetowatych.
KwiatyZebrane w grona. Cztery działki kielicha są wyprostowane. Wewnętrzna para działek woreczkowato rozdęta u nasady, zewnętrzna bardzo rzadko. Cztery płatki korony mają barwę żółtą, mają kształt eliptyczny, u nasady z wyraźnym i długim paznokciem. Pręcików jest 6, przy czym cztery są dłuższe. Pylniki podługowate. Zalążnia z okazałą, odpadającą w czasie owocowania szyjką zakończoną rozwidlonym znamieniem.
OwoceRozpostarte lub wzniesione, mocno rozdęte, kulistawe łuszczynki w każdej komorze z 4–8 zwykle oskrzydlonymi nasionami.

## Systematyka
Rodzaj tworzy klad wspólnie z rodzajami Clastopus, Degenia, Physoptychis i Fibigia w ramach plemienia Alysseae w obrębie rodziny kapustowatych Brassicaceae.
Zaliczana tu dawniej 	Alyssoides sinuatum (L.) Medik. uznawana jest za synonim złotki powcinanej Aurinia sinuata (L.) Griseb.. Opisywana jako osobny gatunek smagliczówka bułgarska Alyssoides bulgarica (Sagorski) Assenov uznawana jest za odmianę bułgarską smagliczówki mieszkowatej Alyssoides utriculata var. bulgarica (Sagorski) Hayek.
Wykaz gatunków
- Alyssoides cretica (L.) Medik.
- Alyssoides utriculata (L.) Medik. – smagliczówka mieszkowata[13], s. woreczkowata[11]